# Yvonne John Lewis

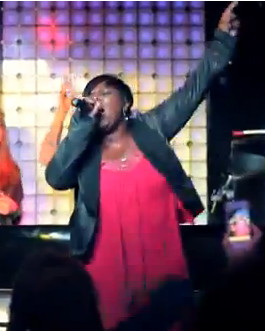
Yvonne John Lewis

Yvonne John Lewis (uneori scris și Yvonne John-Lewis) este o cântăreață de back și lead vocal din Anglia.
Cunoscută pentru gama sa vocală extinsă, sunetul ei se aseamănă cu cel al lui Elizabeth Fraser de la Cocteau Twins. Rezidentă în Londra, ea a fost decoperită de Osmond Wright, cunoscut ca Mozez și cântăreț al formației britanice Zero 7.
John Lewis pentru prima dată a interpretat vocal pe albumele lui Zero 7, iar ulterior  a devenit vocalistă pentru compozițiile multor artiști cu renume, cum ar fi Basement Jaxx, Sia, Stella Browne, Narcotic Thrust și Rollercone. Ea este mai ales cunoscută pentru interpretareacu  Narcotic Thrust a hitului Nr. 1 în Billboard Hot Dance Music/Club Play din 2002, Safe From Harm, dar și a popularului I Like It.
John Lewis a mai contribuit și ca vocalistă pentru artiști ca Bryan Ferry, Blue, Enrique Iglesias, James Fargas, Westlife, Atomic Kitten și Simon Webbe. De asemenea ea a mers în turneu cu Roxy Music în 2004.